# Prix Eugène-Piccard
Le prix Eugène-Piccard, de la fondation du même nom, est un ancien prix d’histoire, créé en 1977, décerné chaque année par l'Académie française et « destiné à récompenser le meilleur ouvrage sur l’Europe ou, à défaut, un ouvrage consacré à l'Histoire moderne ou contemporaine (du XVIIe au XXe siècle) ».

## Liste des lauréats
- 1978 : Henri Castex pour L’Affaire du chemin des Dames
- 1979 : 
  - Jean Meyer pour La vie quotidienne en France au temps de la Régence
  - François Visine (1922-1998) pour Comment fonctionne l’Europe
- 1980 : 
  - Liliane Chauleau pour La vie quotidienne aux Antilles françaises au temps de Victor Schoelcher (XIXe siècle)
  - Michel Cointat pour Tresques en Languedoc (ou l’histoire vivante dans le Midi)
  - Ghislain de Diesbach et Robert Grouvel pour Échec à Bonaparte : Louis-Edmond de Phélippeaux, 1767-1799
- 1981 : Roland Mousnier et Georges Livet pour Histoire générale de l’Europe
- 1982 : Michel Carmona pour Marie de Médicis
- 1983 : 
  - Bernhard Blumenkranz pour Histoire de l’État d’Israël
  - Georges Livet et Francis Rapp pour Histoire de Strasbourg des origines à nos jours
  - Françoise Parent-Lardeur (1922-2015) pour Les cabinets de lecture
  - Charles Tillon pour Le Laboureur et la République. Michel Gérard, député paysan sous la Révolution française
- 1984 : 
  - Marc Crépin et Nicolas Martin (1948-....) pour L’armée parle
  - André Le Révérend pour Lyautey
  - Raymond Ruffin pour Résistance P.T.T.
  - Gilette Saurat pour Bolivar le Libertador
  - Jeannine Verdès-Leroux pour Au service du parti
- 1985 : 
  - Éric Le Nabour pour Le Régent : libéral et libertin
  - Léonce Peillard (1898-1996) pour Relation du premier voyage autour du monde effectué par Magellan, de Pigafetta
  - Pierre Pluchon (1936-1999) pour Nègres et juifs au XVIIIe siècle. Le racisme au Siècle des Lumières
- 1986 : 
  - Pierre Aubé pour Godefroy de Bouillon
  - Marc Desaubliaux pour La fin du parti royaliste 1889-1890
  - Père Marcel-Marie Desmarais pour La magie du passé
- 1987 : Alain Besançon pour Une génération
- 1988 : 
  - Émilienne Eychenne pour Les fougères de la liberté
  - Bernard Oudin pour Aristide Briand
  - Jean-Michel Palmier pour Weimar en exil
- 1989 : Évelyne Lever pour Louis XVIII